# Scrupocellaria limatula
Scrupocellaria limatula är en mossdjursart som beskrevs av Hayward 1988. Scrupocellaria limatula ingår i släktet Scrupocellaria och familjen Candidae. Inga underarter finns listade i Catalogue of Life.